# Nomad Foods
Nomad Foods Ltd är ett multinationellt riskkapitalbolag som specialiserar sig på att äga och driva livsmedelsföretag, för tillfället främst inom livsmedel som kräver djupfrysning. De förfogar över varumärkena Birdseye, Findus, Iglo, La Cocinera och Lutosa.
För 2016 hade de en omsättning på nästan €1,93 miljarder och i september 2017 en personalstyrka på 4 166. De har sitt huvudkontor i Road Town på Brittiska Jungfruöarna.

## Historik
Den 1 april 2014 grundades bolaget som Nomad Holdings Ltd. av affärsmännen Martin E. Franklin och Noam Gottesman och var initialt listade på London Stock Exchange. Den 20 april 2015 meddelade Nomad att de hade förvärvat 91% av det brittiska Iglo Group och dess varumärken från Permira Advisers LLP för €2,6 miljarder och den 13 augusti samma år blev det offentligt att de hade även förvärvat den svenska livsmedelsföretaget Findus och dess varumärken från riskkapitalbolagen Highbridge Principal Strategies, Lion Capital och Sankaty Advisors för £500 miljoner. I och med förvärven förfogar de över tio fabriker och 4 395 anställda i 15 västeuropeiska länder och är marknadsledande för djupfrysta livsmedel i nio länder (Belgien, Frankrike, Italien, Portugal, Spanien, Storbritannien, Sverige, Tyskland och Österrike). Den 12 januari 2016 blev det officiellt att Nomads aktie skulle fortsättningsvis handlas på New York Stock Exchange. I mars samma år blev Nomad uppmärksammat i Sverige när det blev känt att Findus skulle lägga ner sin verksamhet i Bjuv i syfte att flytta produktionen utomlands. Beslutet innebar att 450 anställda varslades.

## Produktionsanläggningar
Efter sammanslagningen av Iglo och Findus hade företaget tio produktionsanläggningar. Av dessa hade fabrikerna i Reken, Cisterna, Lowestoft och Bjuv störst produktionskapacitet.
- Lowestoft, Storbritannien. Invigd 1949 av Birds Eye.[15]
- Reken, Tyskland. Invigd 1963 av Findus-Jopa. Såld till Langnese-Iglo år 1970.
- Cisterna di Latina, Italien. Invigd 1964 av Findus.[16] Senare en del av Unileverägda italienska Findus.
- Bjuv, Sverige. Findus grundades här 1902. Fabriken nedlagd 2017.
- Bremerhaven, Tyskland. Ursprungligen en fabrik tillhörande Solo Feinfrost, som var en föregångare till Iglo. Tillverkar i huvudsak fiskprodukter.
- Valladolid, Spanien. Invigd 1963 av Maggi.[17] Därefter i Nestlés ägo fram till 2015 när den såldes till Findus.
- Tønsberg, Norge. Ursprungligen Tønsberg Bryggeris anläggning, som 1975 köptes av Gartnerhallen och gjordes om för produktion av djupfryst.[18] Köptes av Findus 2006.[19]
- Boulogne-sur-Mer, Frankrike. Invigd 1967 av Findus. Tillverkar i huvudsak fiskprodukter.
- Larvik (Hedrum), Norge. Invigd 1972 av Findus.[20][21]
- Loftahammar, Sverige. Grundad 1966, köpt av Findus 1973. Tillverkar i huvudsak bageriprodukter.

Fabriken i Bjuv stängde 2017, varefter nio anläggningar återstod. Genom köpen av Aunt Bessie's, Goodfella's och Toppfrys under 2018 fick Nomad Foods nya produktionsanläggningar i Hull (England), Longford, Naas (båda Irland) och Brålanda (Sverige), varefter det totala antalet var tretton.
Genom köpen av Findus Schweiz och Fortevena Group under 2021 tillkom fabriker i Rorschach (Schweiz), Zagreb, Sesvete, Daruvar (Kroatien), Belgrad (Serbia) och Čitluk (Bosnien och Hercegovina), varefter man hade nitton fabriker.

## Aktieägare
Uppdaterat: 2016-07-19 Källa: 
| Aktieägare                         | Typ av aktieägare    | Land              | Ägarandel |
| ---------------------------------- | -------------------- | ----------------- | --------- |
| Pershing Square Capital Management | Hedgefond            | USA               | 18,7%     |
| Wellington Management Company      | Investmentbolag      | USA               | 14,0%     |
| Corvex Management LP               | Investmentbolag      | USA               | 8,55%     |
| Permira Advisers LLP               | Riskkapitalbolag     | USA               | 7,7%      |
| Third Point LLC                    | Hedgefond            | USA               | 6,55%     |
| Citadel LLC                        | Finansiella tjänster | USA               | 3,63%     |
| Blackrock Advisors LLC             | Investmentbolag      | USA               | 1,98%     |
| Övriga aktieägare                  | Övriga aktieägare    | Övriga aktieägare | ≈38,89%   |